# Pietro Luigi Albini
Pietro Luigi Albini (Vigevano, 15 giugno 1807 – Torino, 18 marzo 1863) è stato un giurista e politico italiano, deputato del Regno di Sardegna.

## Biografia
Storico del diritto e insegnante universitario a Novara (insegnò anche enciclopedia) e a Torino. Ricostruì la storia del diritto dal medioevo fino all'Ottocento.
Fu membro della Camera dei deputati nel 1848.

## Opere
- Elementi della storia del diritto in Italia (1847)
- Storia della legislazione in Italia (1854), seconda edizione del precedente.